# T-Systems
T-Systems é uma empresa do grupo Deutsche Telekom, que fornece soluções completas de Outsourcing de Tecnologia da Informação e Comunicações (ICT), desde aplicativos até infraestrutura de TI e Telecom.
Presente em mais de 20 países, a T-Systems emprega cerca de 50 mil colaboradores mundialmente. Com mais de 182 mil clientes, obteve um faturamento superior a 9,5 bilhões de euros em 2013.
Em 2021, o Google Cloud anunciou aliança com a T-Systems e outras empresas de tecnologia com o objetivo de melhorar o fornecimento e segurança do serviço em nuvem e reduzir o impacto ambiental. 

## Brasil
No Brasil, a T-Systems tem mais de 1.600 clientes, cerca de 2 mil funcionários e possui onze filiais instaladas em oito cidades, aptas a ofertar serviços de Consultoria, Infraestrutura de TI e Telecom, Desenvolvimento e Manutenção de Aplicativos e Soluções por Indústria. Além disso, tem um portfólio inovador para oferta de Soluções SAP (inclusive SAP as a Service), SAP HANA, Soluções para Big Data, M2M (Machine to Machine) e Soluções específicas para Smart Grid, para área de Saúde e soluções para otimizar processos logísticos.
Líder em prover serviços de TI para o setor automotivo e manufatura, a empresa possui experiência comprovada também nos setores financeiro, serviços, utilities, varejo e telecomunicações.
Através do Centro de Competência offshore em Blumenau/SC, a T-Systems atende mais de 30 projetos internacionais em países como EUA, Alemanha, Espanha, Japão, China, entre outros, para os quais fornece soluções SAP, software para simulação de carros, desenvolvimento e sustentação de aplicações de logística, vendas, pós-venda, etc.
Com uma infraestrutura moderna global e local de data centers e redes, a T-Systems é pioneira na oferta de soluções de Computação em Nuvem desde 2005. Seu modelo de serviços de processamento de dados, armazenamento e licenças é baseado em pagamento por uso, onde as empresas pagam apenas pelo que utilizam, com a flexibilidade de maior ou menor consumo, de acordo com a necessidade de seu negócio. Esse modelo proporciona redução de custos de até 30% para infraestrutura, mão de obra e ainda rapidez e escalabilidade de recursos.
Como uma das principais parceiras globais da SAP, a T-Systems provê serviços de gestão, tecnologia e outsourcing para mais de 3,6 milhões de usuários SAP no mundo, sempre comprometida com a inovação.